# Eulepidotis addens
Eulepidotis addens é uma mariposa da família Erebidae. É encontrada em São Cristóvão, Montserrat, Dominica, Santa Lúcia, São Vicente, Jamaica, Hispaniola, Porto Rico, México, Guatemala, Venezuela e Brasil. Foi relatado no Texas em 2004.